# Cetamina
A cetamina ou quetamina, vendida sob a denominação comercial Ketalar, Cetamin, entre outros, é uma medicação utilizada principalmente para induzir e manter a anestesia. A substância induz um estado de transe, proporcionando alívio da dor, sedação e perda de memória. Outros usos incluem alívio de dor crónica, sedação nos cuidados intensivos e foi aprovada pela FDA em 2019 para o uso em pacientes com depressão refratária. A função cardíaca, a respiração e reflexos das vias respiratórias, geralmente, permanecem em funcionamento. Os efeitos normalmente têm início dentro de cinco minutos quando administrado por injecção e os principais efeitos analgésicos duram até 25 minutos.
Os efeitos colaterais mais comuns envolvem reacções psicológicas à medida que o efeito da medicação vai passando. Estas reacções podem incluir agitação, confusão ou alucinações. A alta pressão arterial e tremores musculares são relativamente comuns, enquanto que a ocorrência de baixa pressão arterial e diminuição da respiração são menos frequentes. Só raramente podem surgir espasmos laríngeos. A cetamina foi classificada como sendo um antagonista do receptor NMDA; também actua sobre os receptores opioides e transportadores de monoaminas, entre outros.
A cetamina foi descoberta em 1962 e consta na Lista de Medicamentos Essenciais da Organização Mundial de Saúde, dos mais importantes medicamentos necessários num sistema básico de saúde. Encontra-se disponível como medicamento genérico. O custo grossista no mundo em desenvolvimento varia entre 0,08 e 0.32 dólares por dose. A cetamina é também utilizada como uma droga de abuso e como uma droga recreativa.

## História
A cetamina foi sintetizada em 1962 por Calvin Lee Stevens no laboratório de Química Orgânica da Wayne State University - EUA, devido a colaboração com a companhia farmacêutica Parke Davis (Domino, 2010). Os laboratórios da Parke Davis estavam desenvolvendo pesquisas para substituição da fenciclidina (PCP) como anestésico, devido o PCP apresentar efeitos adversos e psicomiméticos marcantes e duradouros (Domino, 2010). Dessa forma, o laboratório de Calvin Stevens sintetizou uma série de derivados do PCP em busca de um composto com ação mais curta e que promovesse efeitos anestésicos similares ao PCP, mas com menos efeitos adversos (Domino, 2010). Desses compostos, o CI-581, apresentou efeitos promissores em estudos com animais e foi selecionado para estudos em humanos, sendo posteriormente chamado de cetamina (Domino, 2010). Em 1964, Edward F. Domino, da Universidade do Michigan - EUA, foi convidado pela Parke Davis para coordenar os primeiros estudos com a cetamina em humanos (Domino, 2010). Em agosto de 1964 foi iniciado o primeiro estudo clínico da cetamina com detentos do complexo penitenciário da Prisão de Jackson do Estado de Michigan, EUA. Já em 1965 foram então publicados os resultados dos primeiros estudos clínicos da cetamina, os quais demonstravam resultados animadores devido aos bons efeitos anestésicos (Domino et al, 1965). Porém, a cetamina ainda apresentava efeitos dissociativos,  em menor grau do que o PCP, e esse fato deixava os executivos da Parke Davis preocupados quanto a aprovação da droga para uso clínico pelo FDA (Domino, 2010). Segundo Edward Domino, após conversar com sua mulher sobre o impasse quanto a aprovação da cetamina, ela sugeriu classifcar a cetamina como um "anestésico dissociativo" (Domino, 2010). Essa sugestão se mostrou eficaz e favoreceu a aprovação da droga, como também cunhou o termo "anestesia dissociativa" (Domino, 2010). A cetamina foi estão extensivamente usada para fins de anestesia, mas, nos anos 70, os pacientes começaram a reportar visões involuntárias enquanto sob seus efeitos. A cetamina também foi utilizada durante a guerra do Vietnam devido a sua margem de segurança maior, e isso auxiliou na sua popularização, principalmente relacionado aos seus efeitos dissociativos (Domino, 2010). Em 1978, John Lilly publicou seu livro "The Scientist" e a popularidade da cetamina cresceu pelos anos 80 até que em 1995 a DEA adicionou a cetamina em sua "lista de drogas emergentes". Em 1998 & 1999, a cetamina foi descrita pela mídia e pelos legisladores com GHB como uma "droga de estupro" ('date rape drug', no original) e como uma 'club drug' e foi emergencialmente classificada pela DEA em 12 de Agosto de 1999.
O mecanismo de ação da cetamina só foi esclarecido na década de 1980, quando o sistema glutamatérgico e os seus receptores do tipo NMDA foram devidamente descritos e seus importantes efeitos no sistema nervoso central foram reconhecidos (Watkins e Collingridge, 1994). A cetamina pode agir em uma série de receptores no sistema nervoso central, mas o seu principal sítio de ação é o receptor glutamatérgico do tipo NMDA (NMDAR) (Watkins e Collingridge, 1994).

## Mecanismo de ação
A cetamina é um antagonista não competitivo do receptor glutamatérgico do tipo  NMDA (N-metil-D-aspartato - NMDAR), característica responsável pelos seus efeitos terapêuticos primários (Du Jardin et al, 2016). Dessa forma, a cetamina impede as ações do glutamato sobre os NMDAR. No entanto, a cetamina também pode agir sobre outros alvos farmacológicos, sendo que os metabólitos da cetamina também podem agir sobre diferentes receptores  (Du Jardin et al, 2016). Além dos NMDAR, a cetamina e seus metabólitos podem se ligar em menor grau a receptores dopaminérgicos, serotoninérgicos, colinérgicos e opioides e canais de sódio (Du Jardin et al, 2016).
A cetamina inibe o receptor NMDA ao se ligar no sítio PCP. O sítio PCP foi assim chamado devido ao fato de ser o local onde a fenciclidina (PCP) se liga para bloquear o receptor (Watkins e Collingridge, 1994). Portanto, como a cetamina é um derivado do PCP, ela se liga ao mesmo sítio no receptor NMDA (Watkins e Collingridge, 1994). Após a ligação ao sítio PCP, a cetamina acaba bloqueando fisicamente o canal do receptor, assim mesmo após o receptor ser ativado pelo glutamato não há o influxo de íons (Watkins e Collingridge, 1994). A cetamina e outros derivados do PCP que atuam sobre o receptor NMDA podem permanecer presos dentro do canal do receptor mesmo quando ele está desativado (Watkins e Collingridge, 1994).
Baixas concentrações de cetamina causam predominantemente o bloqueio do canal fechado, enquanto altas concentrações bloqueiam tanto o canal fechado como aberto. Este mecanismo de antagonismo do receptor do NMDA dependente da concentração de cetamina tem implicações clínicas, verificando-se propriedades analgésicas a baixos níveis de cetamina e os efeitos anestésicos a concentrações muito mais altas.
Seu mecanismo de ação age também sobre vias neuroplásticas das redes neuronais, como as vias abaixo representadas na imagem: 

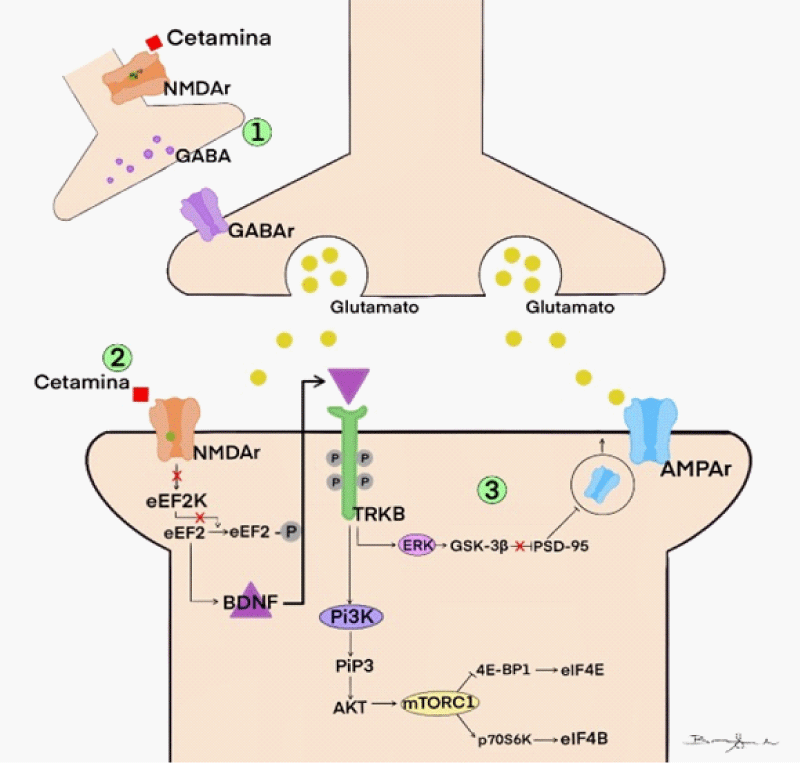
T he Ketamine Pathway Completed. NMDA(N-Methyl-D-Aspartate); AMPA(alpha-amino-3-hydroxy-methyl-5-4-isoxazolepropionic); TRKB(receptor tyrosine kinase B); BDNF(brain derivated neurotrophic factor); eEF2(eukaryotic elongation factor 2); MTOR(mammalian target of rapamycin); GABA(gamma-aminobutyric acid); PI3K(phosphatidylinositol3-kinase); AKT(protein kinase B); 4E-BP1(eukaryotic initiation factor binding protein 1); eIF4E (eukaryotic initiation factor-4E); eIF4E (eukaryotic initiation factor-4B); p70S6K (70-kDa ribosomal protein S6 kinase); GSK-3b(glycogen synthase kinase 3b); PSD-95(post-synaptic density 95). T he Ketamine Pathway Completed. NMDA(N-Methyl-D-Aspartate); AMPA(alpha-amino-3-hydroxy-methyl-5-4-isoxazolepropionic); TRKB(receptor tyrosine kinase B); BDNF(brain derivated neurotrophic factor); eEF2(eukaryotic elongation factor 2); mTOR(mammalian target of rapamycin); GABA(gamma-aminobutyric acid); PI3K(phosphatidylinositol3-kinase); AKT(protein kinase B); 4E-BP1(eukaryotic initiation factor binding protein 1); eIF4E (eukaryotic initiation factor-4E); eIF4E (eukaryotic initiation factor-4B); p70S6K (70-kDa ribosomal protein S6 kinase); GSK-3b(glycogen synthase kinase 3b); PSD-95(post-synaptic density 95).

## Farmacocinética
A cetamina tem um elevado volume de distribuição e uma rápida clearance, o que a torna ideal para infusão contínua.
A cetamina pode ser administrada pelas vias intravenosa (IV), intramuscular (IM), oral e retal sem sinais de irritação. As concentrações plasmáticas máximas ocorrem 1 minuto após administração IV, 5 a 15 minutos após injecção IM e 30 minutos após administração oral.
A cetamina tem uma biodisponibilidade elevada após administrações IV ou IM. Quando administrada via oral ou rectal são necessárias doses superiores já que sofre efeito de primeira passagem e a sua absorção é menor. Sendo um fármaco muito lipossolúvel, a cetamina é distribuída para os tecidos altamente irrigados, incluindo o cérebro, fígado e rins, onde atinge concentrações quatro a cinco vezes superiores à do plasma. Subsequentemente, a cetamina é redistribuída para os tecidos menos irrigados. A biotransformação ocorre no fígado e estão descritos múltiplos metabólitos. A via mais importante envolve N-desmetilação pelo citocromo P450 (principalmente CYP3A4) a norcetamina, um metabolito activo com uma potência anestésica um-terço da cetamina, que pode ser responsável pelos efeitos anestésicos de longa duração. A norcetamina é depois hidroxilada (hidroxinorcetamina) e conjugada com ácido glucorónico a compostos hidrossolúveis que são excretados na urina (90%) e bile. O anel ciclohexanona também sofre metabolismo oxidativo.
O tempo de meia-vida da distribuição é aproximadamente 7 a 11 minutos e o da eliminação 2 a 3 horas.
A farmacocinética é semelhante nas crianças, exceto a absorção, que é mais rápida após administração IM e doses mais elevadas de norcetamina estão presentes.
O diazepam parece inibir o metabolismo hepático da cetamina.

## Usos terapêuticos
As preparações contendo cetamina são usadas na medicina humana como agentes anestésicos e analgésicos, com aplicação clínica importante na anestesia pediátrica e ambulatória e tratamento de queimados. Na medicina veterinária o seu uso como anestésico é generalizado, especialmente em animais pequenos, e é considerado indispensável pela Federação Europeia de Veterinários. Recentemente, a cetamina vem sendo utilizada como fármaco protótipo para o desenvolvimento de novas drogas antidepressivas de ação rápida e prolongada, sendo que em alguns casos a cetamina já é utilizada de maneira controlada em casos mais graves de depressão maior.
Anestesia/sedação: usada para induzir e manter a anestesia. É usada para a sedação consciente em emergências pediátricas, endoscopias, cateterismos e radiologia. O seu efeito broncodilatador torna-a particularmente vantajosa em crianças que necessitem de ventilação para o estado asmático.
Analgesia: A analgesia pré-operatória com cetamina diminui a sensibilização aos estímulos dolorosos, diminuindo a necessidade de morfina depois da cirurgia. A cetamina intravenosa em baixa dose é um potente e seguro adjuvante à analgesia opióide sistémica. Também poderá ser benéfica para o tratamento da dor crónica em adultos.
Depressão maior: Diversos estudos tem demonstrado que a administração intravenosa de doses sub-anestésicas de cetamina são capazes de induzr efeitos antidepressivos em maneira rápida, em até 4 horas, e prolongada, com duração de 7 a 15 dias (Berman et al, 2000; Zarate et al, 2006, Abdallah et al, 2015). Por isso estão sendo desenvolvidos novos antidepressivos baseados no mecanismo de ação da cetamina, mas que não produzam efeitos psicomiméticos/dissociativos (Machado-Vieira et al, 2015).

## Efeitos

### Início
A injeção intravenosa de cloridrato de cetamina geralmente leva de 1 a 5 minutos para fazer efeito. Quando inalada, leva um pouco mais, entre 5 e 15 minutos. Dependendo de quanto e quão recentemente ingerida, o cloridrato de cetamina oral pode levar entre 5 e 30 minutos para fazer efeito.

### Duração
Os efeitos primários do cloridrato de cetamina duram aproximadamente entre 30 a 45 minutos quando injetada, 45 a 60 minutos quando inalada, e entre 1 e 2 horas quando ingerida oralmente.

## Neuroplasticidade

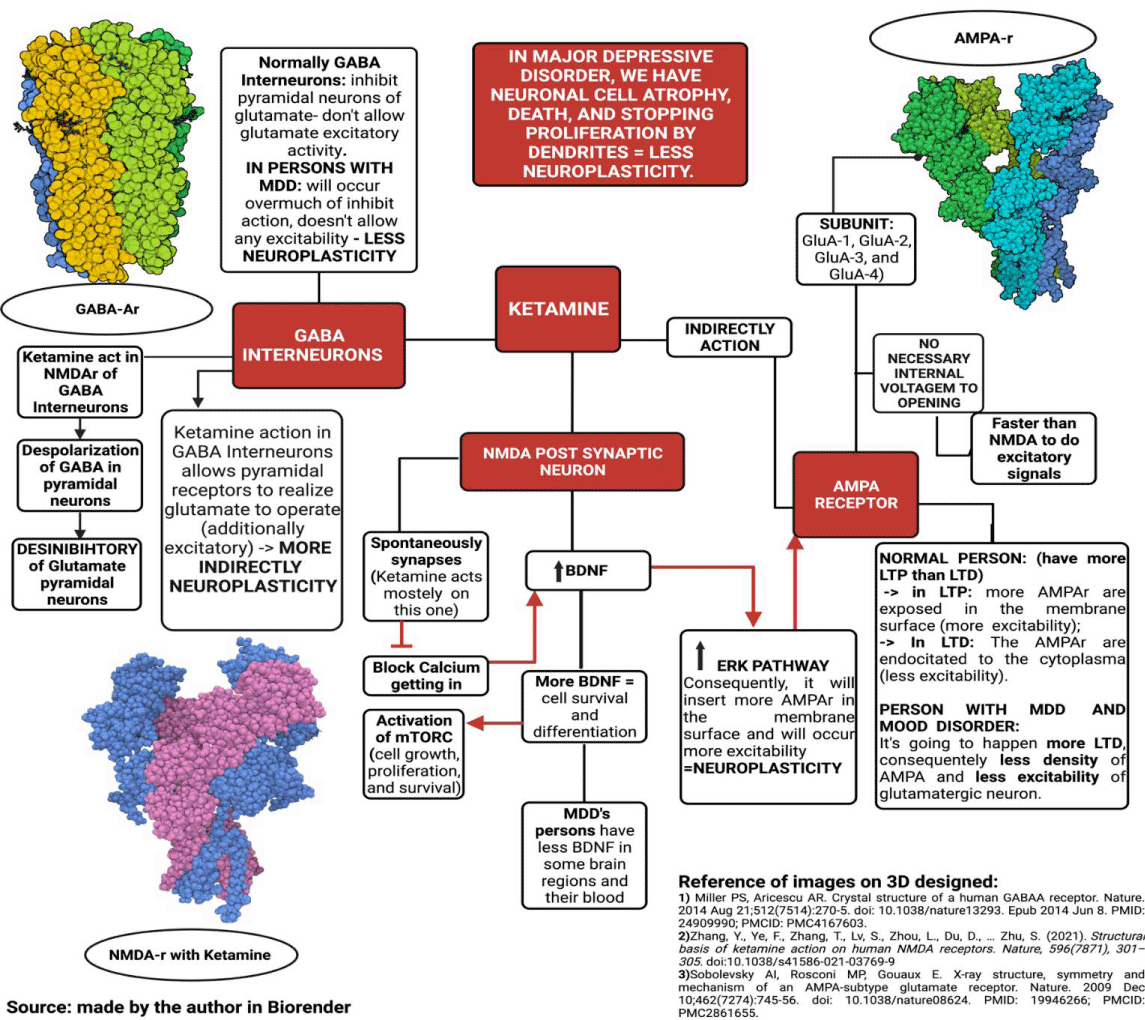
Neuroplasticidade da cetamina.

Os efeitos antidepressivos da cetamina estão relacionados à sua ação antagonista não competitiva nos receptores glutamatérgicos NMDA ionotrópicos. Esses receptores estão distribuídos de forma heterogênea por todo o cérebro, estando em números mais significativos nas regiões do córtex pré-frontal, hipocampo, amígdala, núcleo accumbens e área tegmental ventral, sendo estes centros essenciais de memória, cognição e emoções.
A rápida ação antidepressiva induzida pela cetamina se deve à inibição dos receptores NMDA presentes nos interneurônios GABAérgicos - cuja função é causar hiperpolarização em neurônios piramidais em regiões corticais e subcorticais - bem como os receptores NMDA pós-sinápticos de excitações de sinapses glutamatérgicas mediadas por receptores AMPA.
Assim, a cetamina controla a excitabilidade dos neurônios; entretanto, a droga também atua regulando diretamente a plasticidade sináptica. Este efeito ocorre porque quando a cetamina se liga aos receptores NMDA, desencadeia uma série de reações intracelulares que levam à tradução de fatores neurotróficos importantes para controlar o crescimento e desenvolvimento celular. Este mecanismo parece desempenhar um papel central nos efeitos antidepressivos da droga.

## Efeitos adversos
Os efeitos físicos negativos podem incluir boca seca, problemas respiratórios e aceleração cardíaca. Muitas pessoas também experimentam náuseas e/ou vômitos, que podem obviamente ser um problema quando tomados anestésicos ou sedativos. Essa droga aumenta a resistência vascular pulmonar que em pessoas com DPOC (doença pulmonar obstrutiva cronica), comum em fumantes e bronquíticos, e se utilizado por essas pessoas pode precipitar uma insuficiência cardíaca direita. Também aumenta a pressão arterial e o consumo de oxigênio pelo coração, podendo levar a um infarto do miocárdio.

## Toxicologia

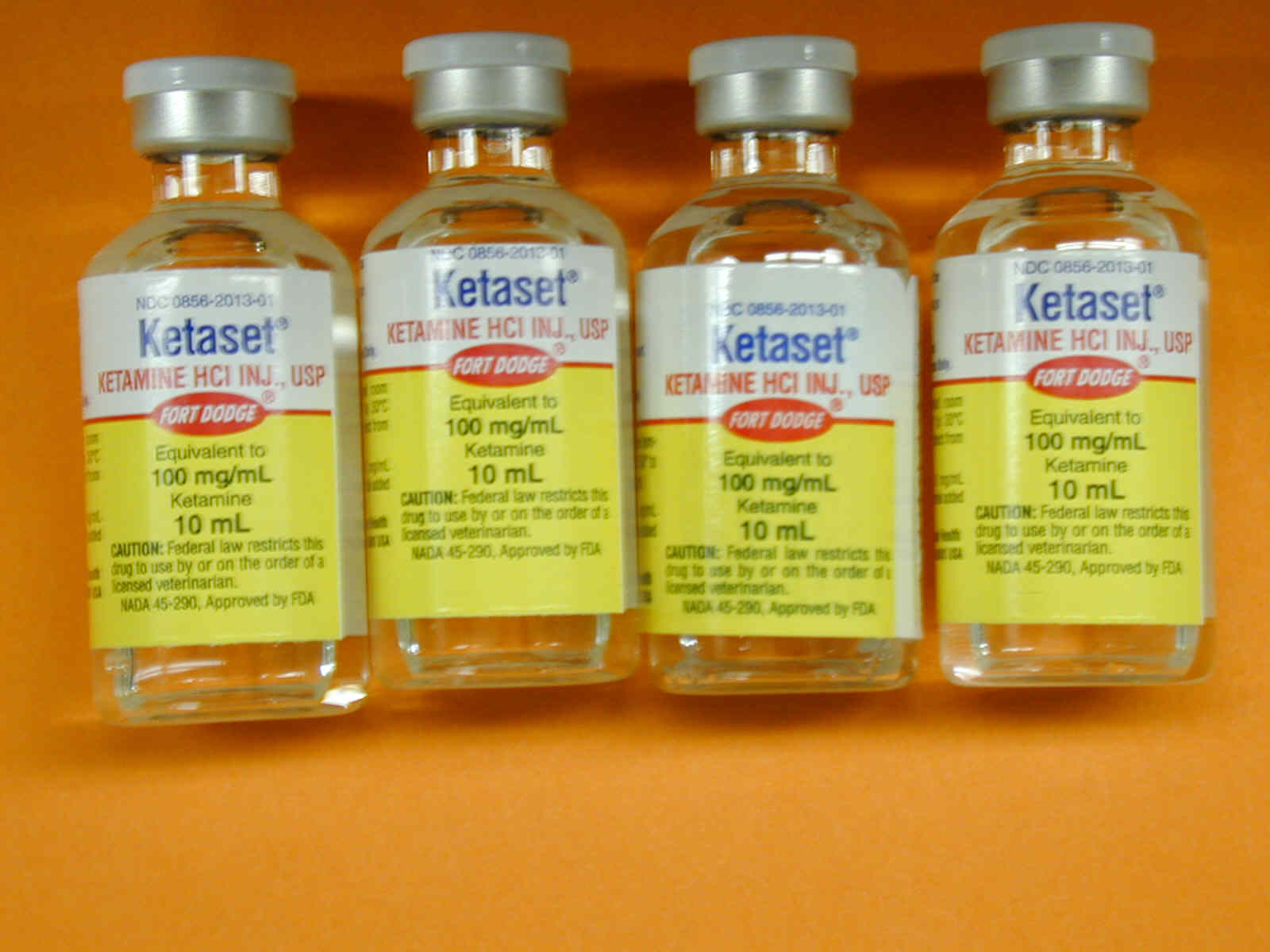
Ketamina em frascos de 10 mL

### Efeitos agudos
Os primeiros efeitos clínicos da cetamina são a anestesia e a analgesia, de forma dependente da dose (Potter e Choudhury, 2014). Doses subanestésicas estão relacionadas a efeitos antidepressivos (Berman et al, 2000; Zarate et al, 2006, Abdallah et al, 2015). A cetamina difere da maioria dos agentes anestésicos uma vez que parece estimular o sistema cardiovascular, produzindo um aumento na frequência e débito cardíacos e na pressão sanguínea. A taquicardia é o achado mais comum em utilizadores de cetamina que são encaminhados para os serviços de urgência. Os efeitos cardiovasculares geralmente não constituem perigo em pacientes sem problemas cardíacos, sendo apenas contraindicada em pacientes com doença isquémica cardíaca e desaconselhada em indivíduos com hipertensão ou patologias cerebrovasculares.
Os fenómenos de neurotoxicidade observados em modelos animais são causa de preocupação no uso recreativo deste composto. Os utilizadores podem não tomar a cetamina em combinação com agentes protectores como benzodiazepinas, ao contrário do que sucede na prática clínica. Acresce ao risco de neurotoxicidade o facto de muitas vezes a cetamina ser coadministrada com outros compostos neurotóxicos, como o álcool. O uso recreativo pressupõe exposições repetidas, ao contrário do uso clínico, que é esporádico. Estão descritas reacções adversas associadas ao uso crónico de cetamina, apesar de raras, e incluem diminuição da atenção e memória e comprometimento visual subtil. Até hoje, não foi ainda reportada qualquer associação entre o uso de cetamina e o aparecimento de danos cerebrais em humanos ou atraso na aprendizagem, a presumível sequela da neuroapoptose em crianças. Não há, por isso, na literatura evidências convincentes de qualquer efeito neurotóxico induzido pela cetamina ou de perdas cognitivas resultantes do uso clínico deste xenobiótico.

### Efeitos psicológicos
O uso recreativo da cetamina pode ser experienciado como um estado mental alterado e psicodélico (o k-hole). A intensidade destes efeitos psicodélicos está relacionada com a dose consumida. Em doses subanestésicas, a cetamina produz uma síndrome clínica que se assemelha neurofisiológica e comportamentalmente a uma psicose esquizofrênica. Os seus efeitos afetam severamente o desempenho cognitivo e a percepção do próprio corpo, do tempo, do ambiente circundante e da realidade. Os principais efeitos da cetamina são neurocomportamentais: ansiedade, agitação, alterações da percepção (perda da noção do perigo, perturbações visuais), comprometimento da função motora e efeito analgésico. Como tal, o consumidor pode estar sob risco de uma série de lesões (queimaduras, quedas) ou mesmo de acidentes.

### Reacções de emergência
A cetamina é considerada um anestésico com um bom perfil de segurança, com base nos resultados da experimentação animal. O principal problema que limita o seu uso clínico é a ocorrência de reacções de emergência em pacientes que acordam da anestesia. Estas reacções incluem alucinações, sonhos vívidos, sensação de flutuação e delírio. No entanto, a informação clínica referente à administração contínua tem maior importância no uso recreativo da cetamina que, ao contrário da prática clínica, pode apresentar casos de uso crónico.

### Morte e intoxicações não fatais
Entre 1987 e 2000 um total de 12 mortes foram relacionadas com a presença de cetamina, mas apenas em 3 desses casos fatais se detectou isoladamente a cetamina. Nestes 3 casos, a via de administração foi intramuscular ou intravenosa e a morte foi atribuída a uma overdose (múltiplas doses intramusculares ou overdose intravenosa acidental). Nos 9 casos restantes, a interacção entre a cetamina e outras drogas pode ter contribuído para a morte. A toxicidade aguda da cetamina pode ser aumentada por substâncias depressoras do SNC ou do sistema respiratório como o etanol, opiáceos, barbitúricos e benzodiazepinas, ou por compostos com efeitos cardioestimulantes como a cocaína e as anfetaminas.
Relativamente a intoxicações não fatais, podem ser devidas a interacções perigosas quando se combinam várias drogas. A cetamina tem propriedades simpaticomiméticas, podendo ocasionar efeitos adversos graves como hipertensão e edema pulmonar. Estes efeitos, apesar de raros, foram já atribuídos à interacção da cetamina com outras drogas, como as anfetaminas ou outros análogos, como a efedrina ou a cocaína.

### Experimentação animal
Apesar da extrapolação dos resultados obtidos em experimentação animal para os humanos ser complexa e nem sempre linear, estes são de extrema importância na avaliação do perfil de segurança da cetamina, particularmente na indicação de possíveis efeitos tóxicos. Os estudos efectuados até ao momento reportam os seguintes efeitos em animais:

#### Neurotoxicidade
Em modelos animais, substâncias exógenas como a cetamina podem acelerar a neuroapoptose por bloqueio dos receptores do NMDA, provocando dano central evidente após exame neuropatológico.
Estudos em vários modelos animais demostraram que a cetamina pode induzir o aceleramento da neuroapoptose quando administrada em doses elevadas, por períodos prolongados, ou ambos. A hipótese deste composto exercer neurotoxicidade semelhante em humanos deu o mote a várias investigações por parte do FDA, tendo em conta que é um dos fármacos mais usados em crianças nos serviços de urgência. Apesar de altamente contestados, vários dados laboratoriais indicam que mesmo uma exposição de curta duração à cetamina e a outros antagonistas do receptor NMDA podem induzir apoptose generalizada no sistema nervoso central em desenvolvimento. De facto, o bloqueio dos receptores NMDA decorrente do uso de repetidas doses de cetamina induz a apoptose neuronal em modelos animais, particularmente de neurónios glutamatérgicos, conduzindo também à formação de espécies reactivas de oxigénio, fenómenos de stress oxidativo e degeneração neuronal. A extensão da morte celular induzida pela administração de cetamina é significativamente inferior no SNC do animal adulto, no entanto não se conhecem os efeitos de uma exposição crónica a uma dose subanestésica do xenobiótico no cérebro adulto. Neste contexto, é importante ter em conta que a neuroapoptose não é o único parâmetro a ser considerado na avaliação da potencial neurotoxicidade da cetamina. A interferência com os mecanismos moleculares que possibilitam a manutenção das ramificações dendríticas dos neurónios em diferenciação pode resultar em reorganizações das sinapses, levando a alterações psicológicas e comportamentais. Dados experimentais demonstram que, de facto, o uso de cetamina interfere com o desenvolvimento das ramificações dendríticas em neurónios GABAérgicos imaturos e diferenciados. Estes resultados levantam a hipótese de que a exposição crónica a doses subanestésicas de cetamina, apesar de não afectar a sobrevivência celular, possa danificar a morfologia neuronal e, assim, levar a disfunções das redes nervosas e ao aparecimento de neurotoxicidade.
Presentemente, considera-se também o potencial neurotóxico do uso combinado de cetamina e metanfetamina para efeitos recriativos. Estas potenciam mutuamente a neurotoxicidade uma da outra, especialmente nos sistemas dopaminérgicos e glutamatérgicos, o que pode comprometer a coordenação motora e deteriorar a memória espacial.

#### Teratogénese
A cetamina atravessa facilmente a barreira placentária e atinge concentrações no feto semelhantes às observadas no meio materno. Estudos in vitro e in vivo sugerem que a estimulação dos receptores do NMDA é essencial para o desenvolvimento normal do sistema nervoso fetal, e por isso o bloqueio que a cetamina provoca nestes receptores altera a transmissão GABA e glutamatérgica, causando morte neuronal no cérebro em desenvolvimento.

#### Dependência
Em experimentação animal foram observados fenómenos de tolerância, dependência e síndrome de abstinência. A tolerância aos efeitos desejados da cetamina desenvolve-se rapidamente e pode resultar num aumento da dose administrada, cujas implicações toxicológicas são ainda desconhecidas. De acordo com testemunhos de utilizadores e casos reportados, um risco associado ao uso recreativo da cetamina é o potencial desenvolvimento de dependência psicológica em alguns indivíduos. No entanto, a prevalência do uso crónico é desconhecida e não há ainda qualquer evidência de que a cetamina causa síndrome de abstinência em humanos.

### Tratamento de intoxicações
Medidas de suporte e emergência: manter a patência das vias aéreas e ventilação mecânica se necessário. Tratamento da coma, convulsões, hipertensão, hipertermia e rabdomiólise se ocorrerem. O comportamento agitado pode necessitar de sedação com haloperidol, midazolam ou diazepam IV ou IM. Não usar fisostigmina. Monitorizar a temperatura e outros sinais vitais no mínimo 6h.
Antídotos específicos: Não existe antídoto específico. A clonidina tem sido usada para atenuar os efeitos simpaticomiméticos da cetamina durante a anestesia.
Descontaminação: Não é necessária depois de snifar, fumar ou injectar cetamina. Depois da ingestão, administrar carvão activado se as condições forem apropriadas. Não é necessário lavagem gástrica após ingestão moderada de cetamina se o carvão activado for administrado rapidamente.

## Comunicação de risco

### Advertências à população
- Os consumidores podem ficar fisicamente incapazes de se moverem sob influência da cetamina, o que se pode repercutir, por exemplo, na capacidade de condução;
- A cetamina pode causar ataques de pânico, depressão e, quando tomada em doses elevadas, pode agravar problemas de saúde mental preexistentes;
- Como diminui a percepção da dor, há um elevado risco de lesões graves sem consciência das mesmas;
- Quando utilizada em doses elevadas e combinada com outras substâncias depressoras como o álcool pode comprometer perigosamente a respiração e a função cardíaca, podendo mesmo levar a perda de consciência;
- A interação desta droga com o ecstasy e/ou anfetaminas é muito perigosa e pode elevar a pressão sanguínea;
- O efeito anestésico causado pelo consumo de doses elevadas de cetamina pode resultar em morte, por perda de consciência ou inalação do vómito;
- Dados recentes em literatura médica reportam o aparecimento de problemas do trato urinário em consumidores de cetamina.

### Avaliação técnica
A pedido da Presidência Portuguesa do Conselho Europeu, o EMCDDA (European Monitoring Centre For Drugs And Drug Addiciton) realizou uma avaliação de risco da cetamina a 17 de Abril de 2000 ao abrigo do Artigo 4º da Joint Action on New Sinthetic Drugs de 16 de Julho de 1997. Foi realizada uma reunião a 25 e 26 de Setembro de 2000 com o Conselho Científico do EMCDDA, com a presença de experts nomeados pelos Estados-Membro e representantes da Comissão Europeia, Europol e EMEA (Europe Medicines Agency) para avaliar os riscos sociais bem como as possíveis consequências da proibição da cetamina, chegando às seguintes conclusões:
- A cetamina não é uma nova droga sintética. Embora tenha uso terapêutico significativo. É também usada para fins recreativos;
- Os principais riscos associados ao uso recreacional são: dependência psicológica, perda de auto-controlo e risco de intoxicação aguda. Até à data, são poucos os casos reportados de uso de cetamina associado a mortalidade ou morbilidade;
- A legislação médica dos Estados-Membros deve prever controlo deste composto. Devem ser adoptadas medidas de controlo mas severas para lidar com o desvio de fornecimentos legais, tráfico e exposição inadvertida à droga;
- Deve proceder-se a uma monitorização da concepção, tráfico, distribuição, padrões de consumo e consequências na saúde da cetamina, e também das fatalidades e emergências não fatais;
- Recomendam-se estudos acerca da neurotoxicidade da cetamina em primatas;
- O melhoramento do controlo do desvio deve ser discutido com a indústria química e farmacêutica para assegurar a contínua disponibilidade da cetamina para uso na medicina humana e veterinária;
- A informação deve ser apropriadamente disseminada pelos grupos de risco.

### Riscos para a saúde pública

#### Disponibilidade e qualidade
Em todos os países da UE (União Europeia) estão disponíveis preparações farmacêuticas de cetamina, à excepção da Grécia onde a autorização de comercialização foi retirada em 1998. A informação corrente sugere baixos níveis de disponibilidade de cetamina para uso ilícito nos Estados-Membros. Grande parte da cetamina para este uso está sob a forma de comprimidos que apresentam a mesma gravação à superfície que os comprimidos de ecstasy. A cetamina pode também apresentar-se sob a forma de pó e vendida como cocaína ou anfetamina.
Laboratórios forenses identificaram cetamina em doses variáveis juntamente com manitol, cafeína, efedrina ou pseudoefedrina, MDMA, metanfetaminas e anfetaminas. Na Bélgica, 89 kg de cetamina pura em pó foram confiscados em Setembro de 1999 e, posteriormente, 3 kg em Janeiro de 2000. Quatro Estados-Membros (Bélgica, Irlanda, Holanda e o Reino Unido) realizaram apreensões de quantidades significativas de cetamina, apesar destas serem diminutas quando comparadas com as apreensões de drogas sintéticas mais comuns, como as anfetaminas e o MDMA.

#### Prevalência e padrões de consumo
Há um aparente baixo conhecimento e uso da cetamina na Europa, quando comparada com outras drogas como a cannabis, MDMA, anfetaminas e cocaína. Um estudo realizado na Áustria mostrou que os participantes, que habitualmente consomem MDMA e anfetaminas, consideraram o risco de danos psicológicos associados à cetamina como muito elevado. Em doses baixas, a cetamina por vezes é responsável por efeitos estimulantes, o que se pode dever à adulteração da cetamina com cafeína, ou à coadministração com outras drogas como anfetaminas e/ou cocaína. Há indicação de que a cetamina é considerada uma droga esotérica, consumida por utilizadores frequentes com alguma experiência.
Inquéritos realizados em grupos de consumidores de drogas em ambientes nocturnos mostraram que um número significativo de indivíduos já tinham experimentado cetamina, mas os níveis variam entre as subpopulações e a região geográfica. Um inquérito realizado numa discoteca Londrina em 1997 revelou que cerca de 40% dos 200 participantes já tinham consumido cetamina e iriam fazê-lo novamente nessa noite. Ainda no Reino Unido, um inquérito realizado na região nordeste do país concluiu que 1% dos adolescentes com 13-14 anos e 2% com 15-16 anos já tinham consumido cetamina, sendo que para a cocaína os resultados foram de 2% e 5%, respectivamente. Um inquérito Francês realizado nesse mesmo ano mostrou que 15% dos 900 participantes, frequentadores de festas techno, já tinham consumido cetamina. A via de administração mais popular é a nasal, a cetamina é snifada na forma de pó, ou a intravenosa, onde preparações líquidas de cetamina são injectadas, apesar de haver também casos nos quais foi fumada, consumida pela via oral, ou mesmo pela via rectal.

#### Características e comportamento dos consumidores
O consumo de cetamina é mais frequente em indivíduos mais velhos, com elevado grau de escolaridade e utilizadores frequentes de MDMA. É também frequente em discotecas  e em pequenos grupos de indivíduos em experimentação com drogas, sendo que em alguns grupos restritos, a iniciação ao consumo da cetamina é encarada como um ritual. Os grupos mais vulneráveis ao consumo de cetamina são os que a consomem sem o saberem, tendo-lhes sido vendida em vez de MDMA ou outros estimulantes. São comuns as apreensões de cetamina em falsos comprimidos de ecstasy, o que reflecte a verdadeira dimensão do seu consumo e a necessidade de se obter mais e melhor informação acerca deste assunto.
Desde 1996, foram reportadas 4 mortes na UE nas quais foi detectada laboratorialmente a presença de cetamina, sendo que 2 desses casos ocorreram em 1996 na Irlanda. Em nenhum destes últimos dois casos a cetamina foi considerada a causa de morte. Os restantes 2 casos ocorreram na França, ambos em indivíduos que consumiam várias drogas. Foram também reportados 17 casos hospitalização associada a intoxicação por cetamina, em França. Há, no entanto, pouca informação sobre casos de emergências hospitalares na Europa.
Um importante factor de risco é a baixa fiabilidade das indicações que são dadas acerca da dose quando esta é vendida nas ruas. Na ausência de aconselhamento, os utilizadores de cetamina pela primeira vez tendem a mimetizar os padrões de consumo adoptados para outras drogas com as quais estão familiarizados. Esta utilização sem informação prévia aumenta o risco de danos físicos e psicológicos. A ocorrência de fenómenos de tolerância gera uma tendência para a administração intravenosa, em detrimento do comum snif, atitude que por si só acarreta uma série de riscos associados à injecção, como infecções.

#### Contexto do uso
As implicações para os indivíduos que não consomem cetamina são devidas à entrada camuflada deste xenobiótico no mercado do uso recreativo de drogas em comprimidos de ecstasy ou outros estimulantes. Isto significa que um indivíduo que tenciona tomar MDMA, cocaína ou uma anfetamina pode acabar por consumir cetamina inadvertidamente, sem qualquer aviso, conhecimento ou assistência. Comparada com outros estimulantes, os rápidos efeitos físicos decorrentes do cetamina têm graves implicações na capacidade de condução.

### Riscos sociais

#### Aspectos sociais
As consequências sociais para o consumidor prendem-se primariamente com as propriedades anestésicas da cetamina e a consequente perda de controlo físico se for tomada uma dose elevada, e posteriormente com os efeitos psicológicos associados a um consumo regular e abusivo, que pode incluir dependência.
As principais consequências no comportamento social derivam directamento dos efeitos da cetamina e da tendência para o uso compulsivo por parte de alguns utilizadores.
Em ambientes nocturnos a cetamina surge na forma de comprimidos visualmente semelhantes aos de MDMA e são frequentemente misturados com uma série de estimulantes, desde a cafeína às anfetaminas. Pode também apresentar-se sob a forma líquida, em pó ou em cápsulas. A cetamina também é usada como diluente em doses de cocaína, anfetaminas e heroína e pode por isso ser consumida por utilizadores de opiáceos.
Um leque de factores sociais aumentam a probabilidade de consumo, como a existência de um mercado vasto de consumidores de regulares de ecstasy que procuram novas experiências com drogas a um preço acessível. Por outro lado, outros factores opõem-se a esta tendência de aumento do consumo de cetamina, de entre os quais o seu efeito anestésico, desconforto nasal marcado após administração intranasal, curta duração de acção, reacções psicológicas agudas quando tomada sem conhecimento da dose ou dos efeitos, dependência psicológica e efeitos negativos na capacidade de interacção social.
Tendo em conta o seu potencial anestésico e os seus efeitos psicológicos, principalmente associados ao uso compulsivo, há implicações para institutos da droga, instituições de investigação, emergências hospitalares e imprensa, no sentido de informar a população sobre os riscos adjacentes ao consumo de cetamina e de, em nos casos necessários, prestar a devida assistência hospitalar.

#### Aspectos criminais
A apreensão de quantidades significativas na Bélgica, Irlanda, Holanda e no Reino Unido parece sugerir o envolvimento do crime organizado. No Reino Unido, crê-se que a cetamina seja importada em grandes quantidades de fornecedores europeus legítimos. Fontes próximas de consumidores sugerem que possa haver desvio a partir de fornecedores legais ou aquisição no estrangeiro, particularmente na Ásia.

### Status legal
A cetamina está sujeita a controlo em 5 Estados-Membros: Bélgica, França, Grécia, Irlanda e Luxemburgo. É também controlada por legislação médica geral em todos os Estados-Membros. Tendo em conta que as preparações farmacêuticas de cetamina, quer para uso humano ou veterinário, têm autorização para circular no mercado na maioria dos Estados-Membros e têm valor terapêutico significativo, a principal preocupação parece ser o desvio de fornecimentos legais para o mercado negro.
A organização complexa dos processos de síntese da cetamina ilegal reduzem o potencial impacto de medidas de controlo dos precursores da cetamina no mercado ilegal, mas apesar disso estas medidas reduzem a probabilidade da síntese ilícita ser bem sucedida. No entanto, o envolvimento do crime organizado na produção e no fornecimento de cetamina em comprimidos, que são falsamente vendidos como ecstasy, comporta um elevado risco para a saúde pública e representa um ponto de particular preocupação.
- Anestésico geral